# زینون صیدونی
زینون صیدونی (۱۵۰ - ۷۵ ق. م) فیلسوف یونانی فینیقیاصل از زادگان صیدای لبنان بود. از فیلسوفان ارشد مدرسهٔ اپیکوری شمرده می‌شود. جز قطعه‌های از آثارش، چیزی برجای نماده است.